# Náměsíčníci
Náměsíčníci (v originále německy Die Schlafwandler) je románová trilogie rakouského spisovatele Hermanna Brocha. Kniha patří mezi přední díla moderní evropské prózy.
Česky byl román vydán v roce 1966 v překladu Rio Preisnera (verše přebásnil Josef Suchý).

## Historie díla
Hermann Broch začal s literární tvorbou až ve zralém věku. Náměsíčníci byli jeho prvním románovým dílem a vytvořil je během čtyř let, 1928 až 1932. V roce 1932 pak vyšla kniha, jejíž celý titul zní Die Schlafwandler: Ein Romantrilogie: Passenow; oder, Die Romantik - 1888, 1931; Esch; oder, Die Anarchie - 1903, 1931; Huguenau, oder, Die Sachlichkeit - 1918. (česky Náměsíčníci|Náměsíčníci: Pasenow neboli romantika, 1888; Esch neboli anarchie, 1903; Hugenau neboli věcnost 1918.).
Náměsíčníkům předcházely kratší texty, které Broch vydal ještě před zahájením práce na románu (řada esejů napsaná během první světové války a po ní) a následovaly je další práce, zejména eseje ze 30. let, týkající se umění, estetiky, ornamentu a kýče.
Brochova dlouholetá přítelkyně, vídeňská žurnalistka Ea von Allesch, byla modelem Ilony v druhém díle trilogie.

## Recepce díla
Náměsíčníci se setkali s velkým čtenářským ohlasem, který vedl některé Brochovy současníky (Robert Musil) ke kritickému postoji k jejich skutečné hloubce záběru či zpracování. Později se toto Brochovo dílo stalo jakýmsi emblémem "prestižního intelektualismu" – s ironickým odstupem od tohoto jevu se můžeme setkat například ve filmu Michelangela Antonioniho Noc (La Notte, 1961)

## Stručný obsah
Náměsíčnictví představuje v trilogii iracionální jistotu, jež vede své protagonisty k jejich cílům. Tato cesta může znamenat manželství bez lásky, udavačství či vraždu. Zároveň se tak dotyční jedinci udržují v systému svých hodnot, takže jejich činy se jim jeví jako správné a jediné možné.

### Pasenow
První část trilogie je situována do roku 1888 a je nadepsána jako Pasenow neboli Romantika. Šestadvacetiletý důstojník Jáchym von Pasenow, zastánce racionality a řádu a zároveň bašta společenských předsudků své doby, řeší morální i emocionální dilema, milostný vztah k české číšnici a společnicí v důstojnickém kasinu a pozdější sboristce Růženě Hruškové či manželství se stavovsky rovnou, urozenou a ctnou Alžbětou von Baddensen. Na jedné straně erotický prožitek, na druhé straně ctnost a mravní čistota, mezi nimi se Pasenow zmítá, veden svým mefistofelským přítelem, obchodníkem Eduardem Bertrandem, svým protipólem. Jáchym si zakládá na své armádní kariéře a vojenská uniforma se mu stala kultem; Bertrand armádu opustil a věnuje se zámořskému obchodu a cestám. Zatímco poměr k Růženě znamená vzájemný vroucí sexuálně konzumovaný vztah, svatbou s Alžbětou, připomínající Pannu Marii, chce Jáchym uchránit její čistotu a zabránit tak „pošpinění světice“.
Jako protiváha Jáchymovu romantismu stojí Bertrandova pragmatičnost, cynismus a latentní homosexualita. S těmito motivacemi manipuluje vztahy kolem sebe a řídí osudy Jáchyma, Růženy i Alžběty. Pod Bertrandovým vlivem volí Pasenow Alžbětu, s níž vstupuje do chladného a citově prázdného manželského svazku.

### Esch
Druhý díl, Esch neboli Anarchie se odehrává v roce 1903. Účetní August Esch je propuštěn a nachází si nové zaměstnání u mannheimských Středorýnských loděnic, jejichž prezidentem je Eduard Bertrand z prvního dílu trilogie. Esch opouští své známé v Kolíně nad Rýnem, přítele a odboráře, mrzáka Martina Geyringa či hospodskou Gertrudu Hentjenovou, přezdívanou „matka Hentjenová“, aby nalezl nové známosti v Mannheimu, mj. kolegu Baltasara Korna a jeho vdavek chtivou sestru Ernu.
Eschův osud dostane zcela nový směr i rychlost, když pronikne do společnosti divadelníků provozujících varieté. Zvlášť jej pohne osud uherské dívky Ilony, asistentky vrhače nožů Teltschera, jíž vnímá jako „ukřižovanou“ a snaží se její osud za jakoukoli cenu změnit k lepšímu. Opouští bezpečné místo účetního ve Středorýnské a v Kolíně pomáhá zakládat revue s ženskými zápasy. Jednou z adeptek je i zestárlá a opuštěná Růžena Hrušková, bývalá milenka Jáchyma Pasenowa, která se nyní živí jaké číšnice v hospodě. Zápasy žen vynášejí a Esch se připravuje na cestu do Ameriky, kam chce vzít i Gertrudu Hentjenovou, s níž, přes její počáteční odpor, navázal milostný poměr.
Když je při demonstraci zatčen Eschův přítel Geyring, rozhodne se Esch pomstít ho zavražděním majitele Středorýnské Bertranda, symbolizujícího pro něj kapitalistický útlak nad bezmocnými. V napůl snové návštěvě u Bertranda však od činu ustoupí. Bertrand však přesto umírá, spáchá sebevraždu.
Esch zůstává v Německu; o peníze ze zápasů přišli podvodem jejich společníka Gernertha; a žení se s „matkou“ Hentjenovou.

### Huguenau
Poslední díl trilogie, nazvaný Huguenau neboli Věcnost se odehrává v roce 1918, v posledním roce první světové války. Jedná se o strukturně nejrozvrstvenější vyprávění. Krom propojení osudů Pasenowa, Esche a bývalého obchodníka a válečného zběha Viléma Huguenaua obsahuje ještě příběh berlínské dívky Marie z Armády spásy, měšťanské paničky Hanny Wedlingové, jejíž muž je na frontě a osudy několika pacientů i zaměstnanců vojenské nemocnice. Do prózy je integrálně zapojen esej nazvaný „Rozpad hodnot“. Příběh berlínské dívky z Armády spásy je psán v pravidelném rýmovaném verši a traktuje bezbarvost emocionality jedinců ponořených do povinností, které jim diktuje jejich bigotní víra.
Hlavní dějový proud dílu Huguenau je tento: do městečka v povodí Mosely přichází válečný zběh Vilém Huguenau a s pomocí velitele města, majora Jáchyma von Pasenow získává podíl na místním listu, který vydává tiskař August Esch. Do obchodních intrik postupně vtkává celé městské představenstvo. Jeho obchodnický duch mu nebrání lhát, donášet a v posledních dnech války dokonce znásilnit Eschovu ženu a samotného Esche zavraždit. Huguenau opouští město nepotrestán jako doprovod zraněného majora Pasenowa, vrací se do rodného Alsaska a vede spokojený obchodnický život.

## Esej o rozpadu hodnot
Esej nazvaný Rozpad hodnot je Brochův exkurz do filozofie i dějin společnosti a morálky. Celý cyklus krom obrazu německé společnosti na rozhraní 19. a 20. století dokumentuje a dokládá postupný rozvrat hodnot a rozpad společnosti v chaos, počínaje středověkem, kdy veškeré lidské úsilí i hodnoty směřovaly k Bohu skrze teologii, přes renesanci, v níž původní středověkou zbožnost nahrazují zákon logiky a zákon ekonomie, až k Brochově době, kdy jedinci individualizované společnosti vytvářejí své vlastní, osobní systémy hodnot, které však tím, že nejsou sdílené celospolečensky, neposkytují dostatečnou oporu a vedou k sebedestrukci (morální jako u Huguenaua či fyzické jako u Hanny Wedlingové) či chaosu (náboženský chaos).
Téma hodnot a jejich významu v životě jedince je ústředním motivem knihy. Všichni protagonisté s němu nějakým způsobem vymezují.

### Pasenow
Jáchym Pasenow stále věří v hodnoty ustavené církví a nepochybuje o nich; jsou to mj. řád, morálka a čest, jejímž nejdokonalejším symbolem je Jáchymova vojenská uniforma. Je hrdý na svého bratra, který padl v souboji za čest, což Bertrand komentuje slovy: “Ale nejpodivnější na tom je, že člověk žije ve světě strojů a železnic a v téže chvíli, kdy jezdí železnice a pracují továrny, stojí proti sobě dva lidé střílejí na sebe.“ Ztratil už jakýkoliv smysl pro čest, řekl si Jáchym, a přesto se Bertrandův názor zdál přirozený a samozřejmý. (Hermann Broch: Náměsíčníci. Str. 45 v českém vydání).
Pasenowův příběh vrcholí jeho svatební nocí, kdy se on i nevěsta bojí možného sblížení a všemožně je oddalují, až Pasenow usne na její posteli oblečený v uniformě, symbolu stavovské hrdosti a cti.

### Esch
Oproti Jáchymovi Esch také ví, že existují pro člověka zásadní hodnoty jako řád, věrnost, spravedlost, atd., ale neví, jaký nabývají obsah. Jeho osud je jakési tápání ve snaze naplnit svůj život těmito hodnotami, navrátit do světa řád (za tímto účelem se snaží zachránit Ilonu, pomáhat odborům, být věrný i nevěrný matce Hentjenové, odjet do Ameriky a legitimní prostředky, které volí, mohou být i vražda či udání na policii) a bojovat proti narušitelům tohoto řádu (podvody bývalého nadřízeného Nentwiga či homosexualita Bertranda).

### Huguenau
Huguenau už jako jediné kritérium vidí vlastní zisk a jím se řídí ve svých činech. Svým závěrečným zločinným počínáním dosahuje Huguenau tzv. „nulového bodu“, momentu, kdy už opustil hodnoty jednoho morálního systému a ještě nepřijal hodnoty druhého. […] na přechodu z jednoho systému hodnot k druhému se musí projít oním nulovým bodem atomizace hodnot, musí se projít pokolením, které je bez vztahu k starému i novému systému hodnot, a právě touto bezvztažností, touto takřka šílenou lhostejností k cizímu utrpení, tímto nejradikálnějším odmrštěním hodnot historicky ospravedlňuje krutou nevšímavost k humanitě, příznačnou pro revoluční doby. (Hermann Broch: Náměsíčníci. Str. 553 v českém vydání).
V okamžiku, kdy Huguenau už nabyl nových hodnot (v jeho případě hodnot maloměstského obchodníka a opustil hodnoty zběha bojujícího o přežití), zásadně redefinoval celou svou osobnost. Huguenau se dopustil vraždy. Časem na ni zapomněl, nemyslel už na ni, zatímco kdejaký zdařilý kšeftařský úskok […] si vryl do paměti. (Hermann Broch: Náměsíčníci. Str. 546 v českém vydání).

## Struktura díla
Trilogie Náměsíčníci má komplikovanou vnitřní stavbu, která se velmi blíží kompozici Joycova Odyssea. V závislosti na obsahu volil Broch také formu jednotlivých částí (proměnlivý jazykový styl od nejpěstěnějšího při líčení osudu důstojníka Pasenowa k běžně věcnému v příběhu válečného zběha Huguenaua; esejistický jazyk popisu rozpadu hodnot; verše v příběhu dívky z Armády spásy, drama, novinový styl, korespondence, aforismy atd.).
Stejně kompozičně propracované jsou i jednotlivé osudy příběhu. V první části tvoří Jáchym von Pasenow a Bertrand dva póly logiky a Alžběta a Růžena dvě podoby lásky. V druhé části tyto póly tvoří impulsivní Esch, snažící se o nápravu světa, byť by měla vražda být odčiněna vraždou a vyrovnaný Geyring, chtěje dosáhnout změny společnosti pokojnou cestou a jako třetí, silně nábožensky založený trafikant Fritz Lohberg, budoucí manžel Erny. Proti nepřístupné a upjaté Gertrudě Hentjenové stojí povolná Erna Kornová a jako třetí lhostejná a tajemná Ilona.
Poslední díl je propletencem osudů konce války; téměř až fanatický náboženský agitátor Esch stojí proti oportunistickému Huguenauovi; vnitřně prázdná Hanna Wedlingová proti obětavé sestře Martě, která si však svou existenci nijak neuvědomuje a nikam nesměřuje; zmrtvýchvstalý zedník Gödicke znovu formující svou osobnost poté, co byl zavalen v zákopu proti stále pasivnějšímu majoru Pasenowovi, jenž upadá v závěru knihy po automobilové nehodě do bezvědomí a válečném invalidovi a alkoholikovi Jareztkém snažícímu se najít nový směr svého života. Jednotlivé příběhy se navzájem vyvažují a kontrastují, všechny pak tvoří románovou protiváhu eseje o rozpadu hodnot.

## Studie
Studie Rio Preisnera o románové trilogii Náměsíčníci vyšla jako doslov stejnojmenné knihy a ve výboru Preisnerových textů.
- Rio Preisner: Náměsíčníci (doslov). Praha 1966.
- Rio Preisner: Když myslím na Evropu, druhý díl. Praha 2004.

Dílem Náměsíčníci se zevrubně zabýval také Milan Kundera. Jeho esej o Náměsíčnících však nebyla nikdy přeložena do češtiny.
- Milan Kundera: L'Art du roman (esej Notes inspirées par Les Somnambules). Paris 1986.